# Saragossa demotica
Saragossa demotica is een vlinder uit de familie uilen (Noctuidae). De wetenschappelijke naam is voor het eerst geldig gepubliceerd in 1902 door Pungeler.
De soort komt voor in Europa.